# Nagyar
Nagyar is een plaats (község) en gemeente in het Hongaarse comitaat Szabolcs-Szatmár-Bereg. Nagyar telt 730 inwoners (2001).

## Impressie van Nagyar

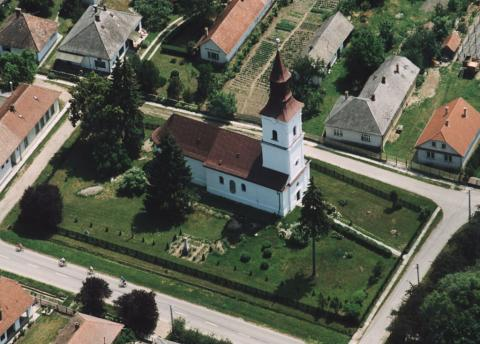
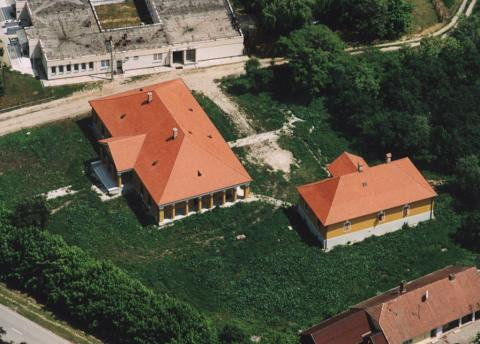
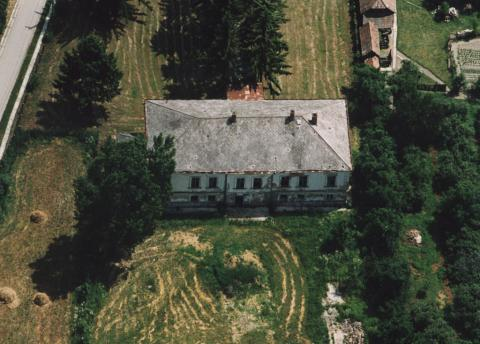